# Manchester (Tennessee)
Manchester – miasto w Stanach Zjednoczonych, w stanie Tennessee, w hrabstwie Coffee. Według danych z 2000 roku miasto miało 8294 mieszkańców. Miasto Manchester zajmuje powierzchnię 28,6 km².